# Peter Mitchell-Thomson

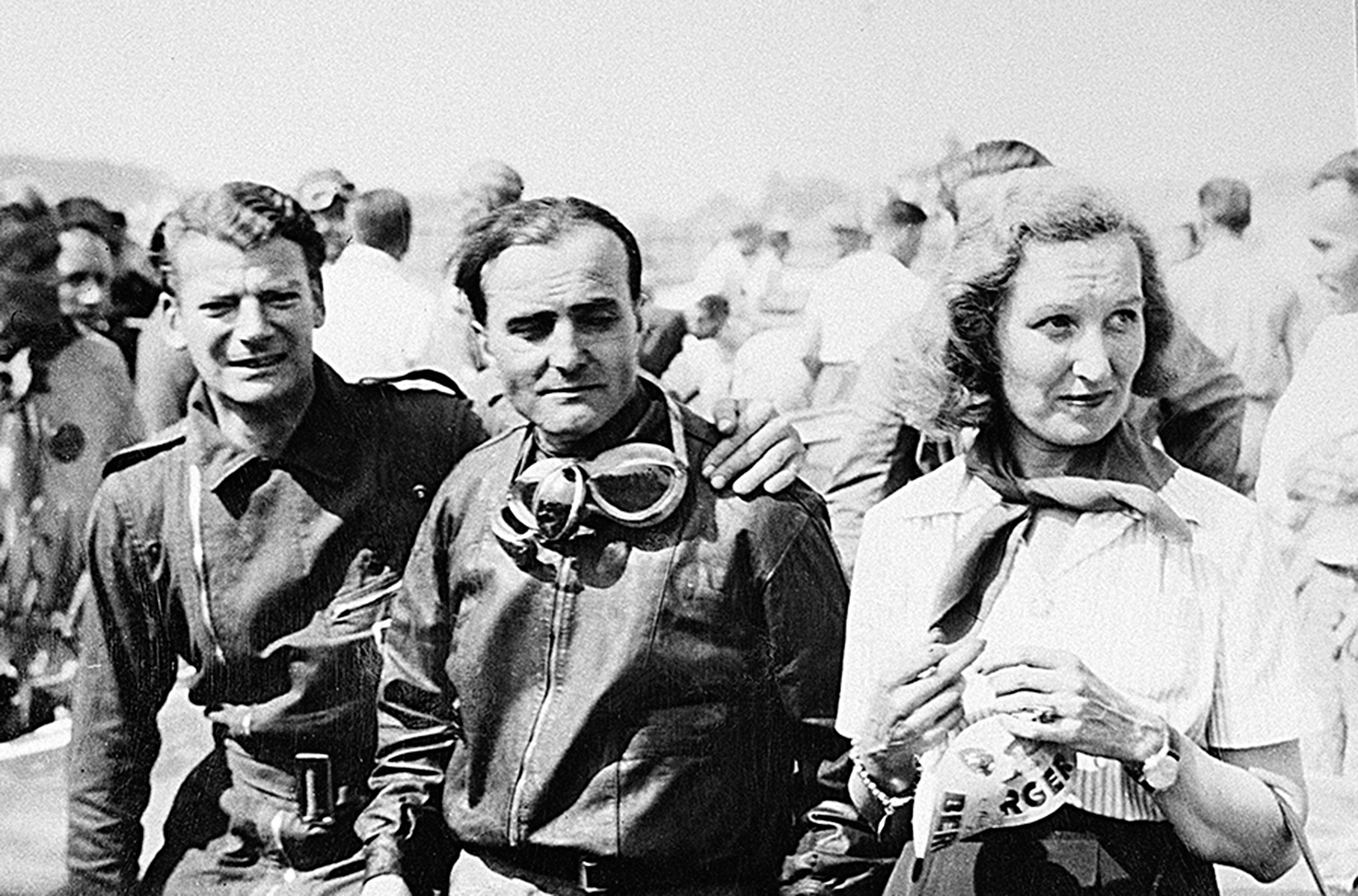
Peter Mitchell-Thomson (links), met Luigi Chinetti en Marion Chinetti tijdens de 24 uur van Le Mans in 1949.

Peter Mitchell-Thomson, 2nd Baron Selsdon (28 mei 1913 - 7 februari 1963) was een Brits pair en autocoureur. In 1949 won hij, samen met Luigi Chinetti, de 24 uur van Le Mans.

## Carrière
Mitchell-Thomson was de zoon van William Mitchell-Thomson, de eerste baron van Selsdon. Na de dood van zijn vader in 1938 werd hij de tweede baron van Selsdon en kreeg hij een zetel in het Hogerhuis. Tijdens de Tweede Wereldoorlog was hij als officier in dienst bij de Royal Navy. In 1941 werd hij bevorderd tot luitenant en in 1943 ontving hij het Distinguished Service Cross.
Mitchell-Thomson begon zijn autosportcarrière in de jaren '30. In 1935 debuteerde hij in de 24 uur van Le Mans en deelde een Frazer Nash met Michael Collier. Zij moesten na 77 ronden uitvallen vanwege technische problemen. In 1939 werd hij met Lord William Waleran in een Lagonda vierde in deze race. In 1939 speelde hij een gastrol in de film Ask a Policeman als een van de coureurs in een race op het circuit Brooklands waarin de hoofdpersonages verzeild raken.
Na de oorlog keerde Mitchell-Thomson terug in de autosport. In 1947 nam hij samen met Yves Giraud-Cabantous deel aan de Grand Prix van Frankrijk in een door hem gekochte Talbot-Lago, maar kwam vanwege motorproblemen niet aan de finish. Hij schreef deze auto ook in voor een aantal andere races met onder meer Louis Chiron als coureur.
In 1949 kocht Mitchell-Thomson een Ferrari 166 MM en schreef hij zich samen met Luigi Chinetti in voor de 24 uur van Le Mans. Mitchell-Thomson was zich ervan bewust dat Chinetti de betere coureur was en liet hem dan ook het grootste deel van de race rijden. Zelf reed hij tijdens de nacht een stint van iets meer dan een uur, nadat Chinetti al drie ronden voorsprong op de rest van het veld had opgebouwd. Dit bleek een goede strategie en de coureurs werden afgevlagd als winnaars van de race. In 1950 keerde Mitchell-Thomson terug in de race als partner van Jean Lucas, maar zij moesten opgeven vanwege een ongeluk van Lucas.
Na 1950 ging Mitchell-Thomson met racepensioen. In 1947 werd hij al een van de drie bestuurders van de HRG Engineering Company. Hij bleef dit werk doen totdat hij in 1963 op 49-jarige leeftijd overleed.